# Viktor Piisang
Viktor Piisang (* 10. Juli 1918 in Rapla, Republik Estland; † 24. September 1944 in Kohila, Estnische SSR) war ein estnischer Fußballspieler. Sein Bruder Eugen Piisang (1917–2003) war ein estnischer Sportjournalist.

## Karriere
Viktor Piisang besuchte in seiner Kindheit eine Grundschule in Tallinn. Später studierte er in der Stadt an der Technischen Universität. Neben Fußball, spielte Piisang Basket- und Volleyball. Er arbeitete später in der Möbelfabrik NMKÜ. Seine Fußballkarriere  absolvierte er beim JS Estonia Tallinn, mit dem er  1938 und 1939 Estnischer Meister wurde. Von 1938 bis 1940 absolvierte Piisang 9 Länderspiele für die Estnische Nationalmannschaft. Im Juni 1939 absolvierte er unter anderem ein Spiel gegen Deutschland im Kadrioru staadion von Tallinn.

## Tod
Nachdem die Sowjetunion während des Zweiten Weltkriegs Estland im Jahr 1940 annektiert hatte, wurde Piisang 1941 in die Rote Armee eingezogen. Er kämpfte dort an der Seite seiner Teamkameraden aus der estnischen Nationalmannschaft Heinrich Uukkivi und Richard Kuremaa. Während der Schlacht von Welikije Luki an der Baltischen Front wurde er verwundet. Er starb im September 1944.

## Erfolge
- Estnische Fußballmeisterschaft: 1938, 1939